# Masdevallia lintricula
Masdevallia lintricula är en orkidéart som beskrevs av Willibald Königer. Masdevallia lintricula ingår i släktet Masdevallia och familjen orkidéer. Inga underarter finns listade i Catalogue of Life.